# Elfstedenronde
Elfstedenronde på nederländska  eller Tour des onze villes på franska (på svenska ungefär "elvastadsrundan") är ett belgiskt endags cykellopp som har start och mål i Brygge. Första upplagan kördes den 13 juni 1943, sedan gjordes ett uppehåll 1944 (då Belgien befriades av de allierade under andra världskriget) men loppet återkom den 8 juli 1945 och hölls därefter årligen (under 1950-talet stabiliserades det till att hållas i mars, 1962 dock den 1 maj och 1968 den 16 april) till och med 1974, varefter det inte hölls igen förrän 1987. Men efter 1989 års upplaga lades det återigen ner.
2017 arrangerades ett lopp kallat Ride Bruges (Bruges Cycling Classic), som det följande året "återtog" det tidigare namnet och kallade sig Elfstedenronde, vilket inkluderades i UCI Europe Tour klassificerat som 1.1. Detta nya lopp, som avhållits i juni (2024 dock i maj) körs först i en slinga söderut från Brygge på sådär 100 km (sträckningen har varierat något) och återvänder till Brygge, där andra halvan av loppet avgörs på en varvbana. Loppet ställdes in 2020 på grund av coronapandemin. Loppets profil är platt och den normala avslutningen är en masspurt.

## Podieplaceringar
| 1944 |

| 1975-1986 |

| 1990-2016 |